# Fernand Degens
Ferdinand (Fernand) Degens (19 mei 1923) was een Belgische atleet, die gespecialiseerd was in het polsstokhoogspringen. Hij nam deel aan de Europese kampioenschappen en werd eenmaal Belgisch kampioen.

## Biografie
Degens verbeterde in 1948 het Belgisch record van Frans Van Peteghem tot 3,85 m. In 1950 werd hij Belgisch kampioen. Hij nam dat jaar ook deel aan de Europese kampioenschappen in Brussel, waar hij werd uitgeschakeld in de kwalificaties.
Degens was aangesloten bij Racing Club Brussel.

## Belgische kampioenschappen
| Onderdeel            | Jaar |
| -------------------- | ---- |
| polsstokhoogspringen | 1950 |

## Persoonlijk record
| Onderdeel            | Prestatie      | Datum           | Plaats |
| -------------------- | -------------- | --------------- | ------ |
| polsstokhoogspringen | 3,85 m (ex-NR) | 7 augustus 1948 | Leuven |

## Palmares
polsstokhoogspringen
- 1946:  BK AC – 3,30 m
- 1947:  BK AC – 3,40 m
- 1948:  BK AC – 3,60 m
- 1949:  BK AC – 3,60 m
- 1950:  BK AC – 3,70 m
- 1950: 14e kwal. EK in Brussel – 3,60 m
- 1952:  BK AC – 3,70 m